# カーアラーム
カーアラームは自動車などの盗難警報装置の一種で法的には盗難発生警報装置とされる。カーアラームが装備されている車両を盗難しようとすると、カーアラームに搭載されている電圧センサー等により車両への不正を検知し、大音量警報音（通常はサイレン、クラクション、音声での警告を発するボイスアラーム等）で警報し車両盗難を防ぐ。
製品によっては本体の機能を拡張する事ができ、各種センサー等を後付けする事が出来る。

## センサー機能
ドアーセンサー
ドアーの開閉を検知するセンサー。ドアー開閉に連動する室内灯スイッチを利用するもの、気圧変化検知型、電圧変化検知型、電流変化検知型がある。
フィールドセンサー
電波等により車両への異常接近を検知する。ブランドによっては「レーダーセンサー」や「モーションセンサー」等と呼ばれる。
チルトセンサー
クルマの傾きを検知する。駐車時の角度を記憶し、そこから設定角度以上傾くと反応する。ホイール盗難やレッカー車などによる車両盗難防止をねらう。
音感センサー
特定の周波数帯音のみを検知し警報、又は警告音を発する。ピッキングなどキーシリンダーをひっかく音や、ガラスを切り車内に侵入しようとする際に発生される高周波などに反応する。キーシリンダーに装着するのが一般的。
ショックセンサー
車体への衝撃を検知する。弱衝撃と強衝撃をよりわけて検知するものもある。
超音波センサー
超音波により、車内での動きを検知する。
そのほかにも、ボンネットの開閉を検知するボンネットセンサーや、水銀の移動により開閉や傾きを検知するマーキュリーセンサー、配線断を検知するループセンサー等がある。

## その他の機能
スターターカット
セルモーターへの信号や燃料ポンプ駆動の信号や点火信号を遮断し、エンジン始動を不可能にする。これにより車両の盗難を防ぐ。また、乗り逃げを防ぐ目的で、鍵によりエンジンを始動していても、随時暗証番号等を入力しなければ上記の方法にてエンジンを停止する機能を持つタイプもある。
エンジンスターター
リモコンでエンジンを始動、停止する事が出来る。市販のエンジンスターターと違い、カーアラームに付随しているものは、警戒機能を残しつつもエンジンをかける事が出来る。
パニックモード
任意に警報を作動させ、車両周辺に警告をする際に使用する。車両周辺に不審者や強盗が現れた時、周囲に自車のアピール、又はドライバーを守る為に使う機能。
室内灯の連動
セキュリティ解除時に自動的に室内灯を点灯、設定時に遅れて室内灯が消える機能。ドームライトスーパービジョン等の商品名でオプション販売されている。
乗り逃げ防止機能
エンジンが掛かったままドアを開けると警戒状態になり、その状態で走行すると指定された時間でサイレンやライトを点灯し、エンジンを停止する機能。解除するには暗証番号等の操作が必要である。「ブラックジャック」等の商品名でオプション販売されている。
スキャナー、スキャナーズ
複数のランプが直線上などに並んでおり、警戒中に左右に流れるように発光する部品。発報すると点滅周期が変化する、ユーザに状態を伝える用途などが有る。標準機能、オプション設定、カーアラーム無しのスキャナーだけの設定がある。

## システムタイプ
始動停止タイプ
車とキー間で暗号をやりとりし、正しいキーであることが確認されなければエンジンがかからないシステム。イモビライザーと呼ばれるのがこのタイプ。
警報タイプ
車両における異常を各種センサーが検知し、警告音やフラッシュライトなどで犯人を威嚇する。
通報タイプ
車両における異常を検知すると、携帯電話やリモコン等に異常を知らせる。
追跡タイプ
車両が盗難された時、車内にGPS等を設置しておき、携帯電話やPC等で車の現在地を突き止める事が出来る。遠隔操作が出来る物もある。

## カーアラームによる騒音問題
カーアラームの製品によっては誤作動が多くなる物も存在し（主に気圧変化検知型機能の搭載されたカーアラームで安価なもの）、駐車状況によってはちょっとした音（排気音の大きい車両の音、台風や雷の音等）でも異常とみなし、警報を発してしまう（アラーム製品の誤作動はよく聞く話だが、これは先に記載されているように殆ど簡易型の製品が主に誤作動を起こす）。これによりカーアラームが搭載されている車両近辺には、場所によっては異なるが、少なからず騒音被害を浴びせる事になる。
騒音被害を少なくする為にも、カーアラームの機能設定において若干感度を低く設定するか、警報のタイプを切り替える､誤作動の少ない製品を装備する等の方法をとる事が必要とされる。ただし、台風等の天候時にカーアラームの機能感度を低く設定した為に車両を盗難されたケースもあるので、注意が必要である。

## 関係法令
平成18年7月1日より、道路運送車両法が改正され、第四十三条の五で、「自動車には、盗難発生警報装置（自動車の盗難が発生しようとしている、又は発生している旨を音又は音及び灯光等により車外へ警報することにより自動車の盗難を防止する装置をいう。以下おなじ。）を備えることができる。」とされた。
また、自動車に備えることができる盗難発生警報装置は、盗難発生警報装置の盗難の検知及び警報に係る性能等に関し、保安基準第43条の5第2項の告示で定める基準は、「盗難発生警報装置の技術基準」に定める基準とすると定められた。
これにより、平成18年6月30日（軽自動車においては平成20年6月30日）以降に製作された自動車については、技術基準に適合した装置の取り付けを求められるようになった。
審査事務規程（盗難発生警報装置）